# Dubie, Brodî
Dubie (în ucraineană Дуб'є) este un sat în comuna Iaseniv din raionul Brodî, regiunea Liov, Ucraina.

## Demografie
Componența lingvistică a localității Dubie
     Ucraineană (100%)
Conform recensământului din 2001, toată populația localității Dubie era vorbitoare de ucraineană (100%).